# Cyraneczka karolińska
Cyraneczka karolińska (Anas crecca carolinensis) – podgatunek cyraneczki zwyczajnej, średniej wielkości ptaka z rodziny kaczkowatych (Anatidae). Zamieszkuje Amerykę Północną. Nie jest zagrożony wyginięciem.

## Systematyka
Odrębność tego taksonu jest niepewna i część systematyków traktuje go jako odrębny gatunek.

## Występowanie
Na terenie całej Ameryki Północnej.
Sporadycznie zalatuje do Europy, w tym do Polski, gdzie do tej pory (maj 2021) stwierdzono ją 7 razy.

## Morfologia
Długość ciała 30–41 cm, rozpiętość skrzydeł 51–64 cm. Osiąga masę ciała około 450 g. U samców na boku tułowia biała plama, a głowa jest bardziej kasztanowobrązowa. Samiec w szacie spoczynkowej jest podobny do samicy.

## Ekologia
Ptak ten zamieszkuje m.in. bagna, stawy i bagniste jeziora. Takson monogamiczny. Na pożywienie cyraneczki karolińskiej składają się nasiona, rośliny wodne, owady, mięczaki, skorupiaki i kijanki. W gnieździe zbudowanym zazwyczaj kilkaset metrów od wody i wyłożonym trawą, gałązkami, piórami i liśćmi, samica składa 6–18 kremowobiałych, oliwkowych lub płowożółtych jaj. Wysiaduje je wyłącznie samica przez okres 20–24 dni.

## Status i ochrona
Międzynarodowa Unia Ochrony Przyrody (IUCN) od 2020 roku traktuje cyraneczkę karolińską jako odrębny gatunek i zalicza go do kategorii najmniejszej troski (LC – Least Concern). Liczebność światowej populacji, według szacunków organizacji Partners in Flight z 2019 roku, wynosi około 3,9 miliona dorosłych osobników. Globalny trend liczebności populacji uznawany jest za wzrostowy.
W Polsce podlega ścisłej ochronie gatunkowej.